# 真夜中の殺人コール
『真夜中の殺人コール』（まよなかのさつじんコール、Intimate Stranger）は、1991年のアメリカ合衆国のスリラーテレビ映画。デボラ・ハリー、ジェームズ・ルッソ出演。日本では『真夜中のラブコール/テレフォンセックス殺人事件』というタイトルでテレビ放送された。

## ストーリー
クラブでロック歌手として働いているコリー・ウィラーは、副業として夜にテレフォン・セックスの相手をしていた。ある夜、名前を名乗らない男から電話がきて、コリーに女を殺すところを聞いて欲しいと言ってくる。その後女の悲鳴が聞こえたため、コリーは男が本当に殺人を犯したと考え友人のビリーの家を訪れる。そしてテレフォン・セックス事務所に連絡するが、ただの男の妄想だと本気にしてもらえなかった。ビリーから警察に行くよう勧められたコリーは、警察署で殺人課のビクナー刑事にそのことを話すが、刑事はテレフォン・セックスのことばかりに興味を示し、事件のことをまともに取り合おうとしなかった。頭に来たコリーが帰ろうとしたとき、ニック・チッチーニという刑事が彼女に話しかけ、犯人の捜索に協力すると言ってきた。カフェに場所を移したコリーは、事件までの経緯をニック刑事に話すと、彼から自分は殺人課の刑事ではないが犯人を挙げたいと言われ、極秘に捜査を進めるため警察やマスコミに知らせないよう伝えられる。
密かにニック刑事と犯人探しを始めたコリーだが、かかってくるのは普通にテレフォン・セックスを利用する客の電話ばかりで、なかなか犯人からの連絡はこなかった。真夜中、ようやく犯人から電話がかかってきたため逆探知しようとするが、探知できないよう細工されていたため住所を割り出すことはできなかった。そして犯人はコリーを探し出すと話して電話を切った。翌日2人は、テレフォン・セックス利用料金の支払い伝票からD・P・アシュレーという人物名を確認し、その住所を調べて家に向かう。だが、D・P・アシュレーというのがデナ・P・アシュレーという女性の名前で、さらに彼女の夫が11年前に死亡していると聞き、犯人が他人のカードを使っていることを知る。後日コリーの家に毛が入った小箱が届き、彼女はニック刑事と妹のメグの家で話し合うことにした。

## キャスト
| 役名                | 俳優                   | 日本語吹替 |
| ------------------- | ---------------------- | ---------- |
| コリー・ウィラー    | デボラ・ハリー         | 藤田淑子   |
| ニック・チッチーニ  | ジェームズ・ルッソ     | 江原正士   |
| メグ・ウィラー      | ペイジ・フレンチ       | 沢海陽子   |
| マルコム・ヘンソフ  | ティム・トマーソン     | 青野武     |
| デナ・P・アシュレー | グレイス・ザブリスキー |            |
| ビリー              | メル・ジョンソン・Jr   |            |

- 日本語吹替：初回放送1993年10月7日 テレビ東京 『木曜洋画劇場』版

## スタッフ
- 監督：アラン・ホルツマン
- 脚本：ロブ・フレスコ
- 製作：J・J・リチョーコ・ペルマン、ヨーラム・ペルマン
- 製作総指揮：蓮見清一
- 撮影監督：イラン・ローゼンバーグ
- プロダクションデザイナー：ニーナ・ルシオ
- 編集：ロレイン・ソーク
- 衣裳デザイン：アンジェラ・バロー＝ケイリン
- 音楽：ジョナサン・シェファー
- 吹替翻訳：鈴木導
- 吹替演出：壺井正
- 吹替調整：高橋久義
- 吹替効果：VOX
- 吹替製作：テレビ東京、グロービジョン
- 吹替プロデューサー：柳川雅彦、遠藤幸子